# 6323 Karoji
6323 Karoji este un asteroid din centura principală de asteroizi.

## Descriere
6323 Karoji este un asteroid din centura principală de asteroizi. A fost descoperit pe 14 februarie 1991 la Kitami de Kin Endate și Kazuro Watanabe. El prezintă o orbită caracterizată de o semiaxă mare de 2,64 ua, o excentricitate de 0,13 și o înclinație de 5,2° în raport cu ecliptica.